# 캔사스 시티 (영화)
캔사스 시티(Kansas City)는 미국에서 제작된 로버트 알트만 감독의 1996년 범죄, 드라마 영화이다. 제니퍼 제이슨 리 등이 주연으로 출연하였고 로버트 알트만 등이 제작에 참여하였다.

## 출연

### 주연
- 제니퍼 제이슨 리
- 미란다 리차드슨
- 해리 벨라폰테

### 조연
- 마이클 머피
- 더모트 멀로니
- 스티브 부세미
- 브룩 스미스
- 제인 아담스

## 제작진
- 공동제작: 데이빗 C. 토머스
- 미술: 스티븐 알트먼
- 의상: 도나 그라나타